# Hallucinations (chanson)
Pour les articles homonymes, voir Hallucination.
Singles de Angels & Airwaves
Breathe
(2008) Epic Holiday
(2011)
Pistes de Love
Epic Holiday
(5) The Moon-Atomic (...Fragments and Fictions)
(7)
Hallucinations est une chanson du groupe Angels & Airwaves qui apparaît sur l'album Love. C'est le premier single de l'album sortie le 23 décembre 2009. 

## Liste des pistes
| Hallucinations | Hallucinations | Hallucinations    | Hallucinations | Hallucinations | Hallucinations | Hallucinations | Hallucinations | Hallucinations | Hallucinations |
| No             | Titre          | Auteur            | Durée          |                |                |                |                |                |                |
| -------------- | -------------- | ----------------- | -------------- | -------------- | -------------- | -------------- | -------------- | -------------- | -------------- |
| 1.             | Hallucinations | Angels & Airwaves | 4:39           |                |                |                |                |                |                |
| 4:39           |                |                   |                |                |                |                |                |                |                |

## Informations sur la chanson
- Le clip vidéo est sortie le 27 février 2010 sur Modlife.
- À la sortie de l'album Love, Mark Hoppus a fait un remix de la chanson.